# Mauro Pelaschier
Mauro Pelaschier (Monfalcone, 29 de abril de 1949) es un deportista italiano que compitió en vela en la clase Finn. Ganó una medalla de bronce en el Campeonato Europeo de Finn de 1975.

## Palmarés internacional
| Campeonato Europeo | Campeonato Europeo | Campeonato Europeo | Campeonato Europeo |
| Año                | Lugar              | Medalla            | Clase              |
| ------------------ | ------------------ | ------------------ | ------------------ |
| 1975               | Palamós (España)   | Medalla de bronce  | Finn               |